# Sword Art Online The Movie: Ordinal Scale
A Sword Art Online The Movie: Ordinal Scale (劇場版 ソードアート・オンライン -オーディナル・スケール-; Gekidzsóban Szódoáto Onrain -Ódinaru Szukéru-; Hepburn: Gekijōban Sōdoāto Onrain -Ōdinaru Sukēru-; Gekijōban Sword Art Online -Ordinal Scale-) Itó Tomohiko rendezésében bemutatott, a Sword Art Online light novel-sorozaton alapuló japán animációs film. A forgatókönyvet Kavahara Reki írta, a filmet az A-1 Pictures gyártotta, zenéjét Kadzsiura Juki szerezte. A filmet 2017. február 18-án mutatták be a japán mozikban, míg március 9-én az Egyesült Államokban. A film cselekménye az animesorozat második évada után játszódik, amikor is a kiterjesztett valóságon alapuló eszközök kezdik kiszorítani a virtuális valóságon alapuló társaikat. Asuna és barátai – kezdetben Kirito kivételével – aktívan használják a technológiát és játszanak az Ordinal Scale (OS) nevű népszerű játékkal, mígnem elkezdenek megjelenni a játékban a Sword Art Online főellenségei. A film összességében pozitív fogadtatásban részesült, mind a kritikusok, mind a nézők részéről.
A film utolsó képsorain a „SAO will return” felirat a 2017. október 1-én bejelentett Sword Art Online: Alicization névre hallgató harmadik évadra és a Sword Art Online Alternative: Gun Gale Online spin-off animére utal. A film bekerült a 90. Oscar-gála Oscar-díj a legjobb animációs filmnek 26 lehetséges jelöltje közé.

## Cselekmény

### Előzmények
2022. november 6-án megjelenik a Sword Art Online (ソードアート・オンライン; Hepburn: Sōdo Āto・Onrain) VRMMORPG (virtuális valóság-alapú nagyon sok szereplős online szerepjáték), amit a játékosok Akihiko Kajaba fejlesztette FullDive-technológiára (フルダイブ; Hepburn: FuruDaibu) épülő NerveGear (ナーヴギア; Hepburn: Nāvugia) elnevezésű eszközzel tudnak játszani. A technológia segítségével a játékosok képesek belépni a virtuális valóságba. Hamar kiderül, hogy a játékból nem lehet kilépni, és mintegy 10 000 játékos ragad a játékban. A játék alkotója és játékmestere, Akihiko Kajaba figyelmezteti a játékosokat; amennyiben valakinek az életpontja nullára redukálódik és meghal, azzal a való életben is végez a NerveGear-sisak. A menekülés egyetlen módja a játék végigvitele Aincrad (アインクラッド; Hepburn: Ainkuraddo) 100. szintjének főellenségének legyőzésével. Többek között Kirito, Asuna, Silica, Lisbeth, Klein és Agil is csapdába esik a játékban, amiből végül 2024. november 7-én szabadul a 6147 túlélő, miután Kirito legyőzi Akihiko Kajabát egy párbajban. Az incidens követően a felhasználók bizalma meginog a technológiában. Ennek ellenére egy évvel az incidens követően megjelenik a skandináv mitológiára épülő ALfheim Online (アルヴヘイム・オンライン; Hepburn: Aruvuheimu・Onrain), majd 2027-ben az AmuSphere (アミュスフィア; Hepburn: Amyusufia), a NerveGear utódja, ami elődjével szemben már nem képes kioltani felhasználójának életét. Mintegy 300 SAO-túlélő azonban – köztük Asuna is – nem ébredt fel a játék vége után, ugyanis őket a SAO szerverek karbantartásával megbízott (és az ALfheim Online-t készítő) cég kísérleti alanyként használja a virtuális valóságban. Kirito belép a játékba, ugyanis ott tartja a cég a játékosokat fogva, majd legmagasabb rendszerjogosultságot szerezve kijelentkezteti az áldozatokat.

### Cselekmény
A film cselekménye az anime második évadának eseményei után veszi fel a fonalat. 2026-ban piacra kerül az Augma elnevezésű rendszer, ami immáron kiterjesztett valóságon alapul az eddigi virtuális valóságon alapuló FullDive eszközökkel (NerveGear, AmuSphere) szemben. A platform legnépszerűbb harc-alapú játéka az Ordinal Scale (OS), amiben a játékosok erősségét a rangsorban elfoglalt helyüket mutató szám jelöli. Az Ordinal Scale népszerűségben messze felülmúlja a technológia eddigi sikerjátékait (Sword Art Online, Gun Gale Online, ALfheim Online).
Kirito barátai ösztönzésére elkezd játszani az OS-szel, miután tudomást szerez arról, hogy a játékban megjelentek Aincrad főellenségei. Kirito csatlakozik Aszunához és Kleinhez, majd a játék AI idoljának megjelenése után megküzdenek a SAO 10. emeletének főellenségével, Kagachival, a Szamuráj Úrral (カガチ・ザ・サムライロード; Hepburn: Kagachi・za・samurairōdo). Juna, a játék idoljaként énekével támogatja a játékosokat csata közben, akik így erősebbek a harc során. Mivel az AR-játék az eddigi VR-játékokkal szemben megkövetel bizonyos fizikai erőnlétet, ezért Kiritónak nem sikerül érdemi eredményt elérni a harcban. Eidzsi – a játék második legerősebb karaktere – szintén részt vesz a szörny legyőzésében. Mielőtt Asuna bevinné a végső csapást, Eidzsi azt súgja neki, „switch”, ami egy játékosok között használt kifejezés volt még a Sword Art Online-ban.
Az ezt követő este Asuna Klein invitálására csatlakozik barátjához és csapatához egy újabb főellenség elleni harchoz. A csapat a hiányzó tagjukat még az előző este Eidzsivel folytatott párbaja óta nem tudták elérni, ezért Klein és a többiek Aszunát előreengedve nem vesznek részt a harcban. Miközben a Asuna és a többi játékos sikeresen legyőzi a griffmadarat, egy váratlanul megjelenő főellenség és Eidzsi legyőzi a társukra várakozó csoportot. Másnap reggel Kirito egy parkban gyakorolja a játék használatát, egy fehér kapucnis lány jelenik meg előtte és mutat egy pontra, mielőtt eltűnik. Még aznap találkozik Aszunával, aki időközben rájött, hogy Eidzsi még a SAO-ban a Vér Lovagjainak (血盟騎士団; Hepburn: Ketsumei kishidan) tagja volt, akkor még Nautilus néven.
Asuna, Lisbeth és Silica részt vesznek egy harcban, ahol ismét megjelenik Juna és Eidzsi. A harcban Eidzsi a főellenség elé löki Silicát, akit megmentve Asuna elveszíti összes életpontját. Ezt követően Asuna elkezdi elveszíteni emlékeit a SAO-ról, mert az Augma szkennelte az agyát és ennek hatására azok a SAO-túlélők, akik játszanak az Ordinal Scale-lel, elveszíthetik emlékeiket. Kirito és Sinon egy újabb összecsapás során észreveszi, hogy a csatában életpontjait elvesztő SAO-túlélőből egy izzó gömb száll föl egy OS-drónba. Kirito ismét találkozik a rejtélyes csuklyás lánnyal, aki a Tótói Műszaki Egyetemre irányítja őt. Kirito az egyetemen találkozik az Augmát kifejlesztő Sigemura professzorral, aki viszont megtagadja a válaszadást. Mielőtt elmenni, Kirito észrevesz egy lány képét a professzor asztalán, aki emlékezteti őt Junára. Az államnak dolgozó Kikuoka Szeidzsiró informálta Kiritót a professzor lányáról, aki még a SAO-incidensben vesztette életét. Ekkor Kirito ígéretet tesz Aszunának, hogy visszaszerzi az elveszett emlékeit. A csuklyás lánnyal való ismételt találkozáskor Juna felfedi kilétét és figyelmezteti Kiritót, hogy a jelenlegi rangja túl alacsony ahhoz, hogy megmenthesse Aszunát. Ezt követően Kirito annyi szörnnyel végez, amennyivel csak tud, hogy minél feljebb lépjen a rangsorban.
Juna koncertjére nagyszámú OS játékos látogat el, többek között Kiritóék is. Kirito a stadion mélygarázsában találkozik Eidzsivel, akit legyőzve egy párbajban megtudja, hogy Sigemura professzor a SAO-túlélők emlékei segítségével akarja lánya elméjét rekonstruálni és mesterséges intelligenciaként feltámasztani. Ehhez szolgál csapdaként a koncert, ahol a játékosok nagy száma miatt könnyen megszerezheti a hátralévő emlékeket, habár az ehhez szükséges drónok hasonlóképp képesek végezni a játékosokkal, mint azt a NerveGear tette a SAO-incidensnél. Ekkor egy hordányi Aincrad főellenség jelenik meg a stadionban és támad rá a játékosokra. Juna ekkor elárulja Kiritónak, hogy az Augmának van egy rejtett „full-dive” üzemmódja, amibe belépve és legyőzve a SAO 100. szintjének főellenségét véget vethet a csatának. Asuna kivételével a csapat elindul legyőzni a főellenségét, de előtte Kirito egy eljegyzési gyűrűt ad Aszunának és megígéri, hogy visszatér hozzá. Aincrad századik szintjén álló Rubint Palotába belépve Kirito, Lisbeth, Silica és Sinon összecsap a főellenséggel, ám a szörny probléma nélkül legyőzi őket. Ekkor Asuna, Leafa, Klein és a sorozatból ismert Gun Gale- és ALfheim Online-játékosok érkeznek segítségükre. Jui, feloldva a játékosok SAO képességeit és tárgyait győzelemre segíti harcukat, majd Akihiko Kajaba gratulál a győzelmükhöz és Kirito egy hihetetlenül erős kardot kap tőle jutalomként.
A csapat visszatért az arénába, ahol Kirito (immáron az OS legerősebb játékosaként) frissen szerzett kardjával végez a főellenségekkel, miközben Kikuoka rátalál a professzorra az Argus (a SAO-t kiadó megszűnt cég) szerverszobájában és letartóztatja. Juna csuklyás formája visszaállítja a játékosok emlékeit és szertefoszlik, mert a századik szint főellenségébe volt kódolva és annak legyőzését követően ő is eltűnik. A történtek után, 2026. május 4-én Kirito és Asuna beteljesítik még Aincradben tett ígéretüket és együtt megnéznek egy meteorhullást. Asuna ekkor visszaadja az eljegyzési gyűrűt, hogy Kirito ezúttal illőképp adhassa át. A stáblistát követő jelenetben Kikuoka, lenyűgözve Sigermura professzor mesterséges intelligencia terén elért eredményeitől, felajánlja neki a Rath fejlesztésében való részvételt.

## Szereplők
- Kirito/Kirigaja Kazuto – SAO-túlélő, a sorozat férfi főszereplője, a „fekete kardforgató”.[14] A történetszál elején barátaival ellentétben még nem használja az Augmát. A SAO volt főellenségeinek megjelenésével, valamint a játék okozta titokzatos emlékezetvesztések hatására kezdni a játékkal játszani. Az OS-ben kezdetben jóval gyengébb, mint a SAO-ban volt, ezért sokat küzd, mire feljebb jut a rangsorban. Miután Asuna kezdi elveszíteni a SAO-ban szerzett emlékeit, Kirito megtesz mindent, hogy azokat visszaszerezze és beteljesítse Aszunával egymásnak tett ígéretüket.[15]
- Asuna/Júki Aszuna – SAO-túlélő, a sorozat női főszereplője, „a villám”, „a tomboló gyógyító”.[16] Kiritóval ellentétben már korábban elkezdi használni a mindennapokban az Augmát, valamint az OS-szel is elkezd játszani. Egy harc után, amelyben életpontjainak száma nullára csökken, elkezdi elveszíteni a SAO-ban szerzett emlékeit, köztük a Kiritóval töltött időről is.[15]
- Leafa/Kirigaja Szuguha – Kirito mostohatestvére, elsőosztályú kendó harcművész. Az első évad második felének egyik fő karaktere, ALfheim Online avatárja egy tündér.[15]
- Jui – Egy mesterséges intelligencia, akinek még a Sword Art Online-ban a játékosok mentális egészségének monitorozására volt a feladata. Az első évad 11. részében tűnik fel először, azóta Kiritót és Asunát szüleinek tekinti. Programkódjának törlődését Kirito NerveGearének memóriájában vészeli át, majd ezt követően támogató karakterként segíti a szereplőket, köztük az Ordinal Scale-ben is.[15][17]
- Silica/Ajano Keiko – SAO-túlélő, akit szörnyek szelídítésével foglalkozott a játékban. Kiritóval az első évad negyedik részében találkozik először, aki megmenti őt egy szörnytől.[14][15]
- Lisbeth/Sinozaki Rika – SAO-túlélő, Asuna legjobb barátja, becenevén Liz. A SAO-ban kovácsmesterként ő kovácsolta Kirito kardját. Mesteri buzogányforgató.[15]
- Sinon/Aszada Sino – A második évad első felének fő karaktere, a Gun Gale Online nevezetű apokaliptikus világban játszódó MMORPG legjobb lövésze. A lőfegyverektől való félelme egy gyermekkori traumából származik, amelyen Kirito segítségével tudott felülemelkedni.[15]
- Klein/Cuboi Rjótaró – SAO-túlélő, Kirito  leghűségesebb barátja, a SAO-ban a Fúrinkazan (風林火山; Hepburn: Fūrinkazan?) nevű céh vezére. Kardforgatóként a japán stílusú fegyverek és páncélok preferálója.[15]
- Agil/Andrew Gilbert Mills – SAO-túlélő, ahol kereskedőként és fejszeforgatóként harcolt számtalan alkalommal Kirito oldalán.[15]
- Akihiko Kajaba – A Sword Art Online és a NerveGear megalkotója, amiknek technológiájára épül az Ordinal Scale és az Amusphere.[15]
- Yuna/Sigemura Júna – Az Ordinal Scale virtuális idolja, aki énekével támogatja a játékosokat.[15]
- Eidzsi – SAO-túlélő, aki akkor még Nautilus néven volt tagja a Vér Lovagjai nevű céhnek. A játékban szeretett bele Sigemura professzor lányába, aki viszont nem élte túl a játékot. Az Ordinal Scale második legerősebb játékosa.[15]
- Dr. Sigemura – A Tótói Műszaki Egyetem óraadó professzora, aki az Ordinal Scale és az Amusphere alkotója.[15]
- Kikuoka Szeidzsiró – A japán belügyminisztérium telekommunikációs irodájának „virtuális ügyosztályának” embere, aki számos alkalommal segített Kiritónak a virtuális valóságban történt bűnügyek megoldásában.[18] A japán kormány és a Japán Önvédelmi Haderő titkos Project Alicization (プロジェクト・アリシゼーション; Hepburn: Purojekuto・Arishizēshon?) projektjét futtató Rath (ラース; Hepburn: Rāsu?) munkatársa.

### Szereposztás
| Szereplő                  | Japán hang       | Angol hang              |
| ------------------------- | ---------------- | ----------------------- |
| Kirito/Kirigaja Kazuto    | Macuoka Josicugu | Bryce Papenbrook        |
| Asuna/Júki Aszuna         | Tomacu Haruka    | Cherami Leigh           |
| Leafa/Kirigaja Szuguha    | Taketacu Ajana   | Cassandra Lee Morris    |
| Jui                       | Itó Kanae        | Stephanie Sheh          |
| Silica/Ajano Keiko        | Hidaka Rina      | Marie Christine Cabanos |
| Lisbeth/Sinozaki Rika     | Takagaki Ajahi   | Sarah Williams          |
| Sinon/Aszada Sino         | Szavasiro Mijuki | Michelle Ruff           |
| Klein/Cuboi Rjótaró       | Hirata Hiroaki   | Kirk Thornton           |
| Agil/Andrew Gilbert Mills | Jaszumoto Hiroki | Patrick Seitz           |
| Akihiko Kajaba            | Jamadera Kóicsi  | Marc Diraison           |
| Yuna/Sigemura Júna        | Kanda Szajaka    | Ryan Bartley            |
| Eidzsi                    | Inoue Josio      | Chris Patton            |
| Dr. Sigemura              | Kaga Takesi      | Jamieson Price          |

## Megvalósítás
2015. október 4-én a 2015-ös Dengeki Bunko Őszi Fesztiválon jelentették be, hogy a light novel-sorozat egy animációs film formájában filmadaptációt kap az anime eredeti szereplőgárdájával. A film cselekménye a második évad, a Sword Art Online II folytatása. 2016. március 13-án a 2016-os Dengeki Bunko Tavaszi Fesztiválon bejelentették, hogy a film címe Sword Art Online The Movie: Ordinal Scale lesz, valamint, hogy 2017 második negyedévében mutatják be Japánban. Az animesorozat eredeti szinkronszínészei a filmben visszatértek eredeti szerepeikhez. A készítők a 2016-os World Cosplay Summit eseményen bejelentették, hogy a film világszerte körülbelül 1000 moziban kerül majd bemutatásra, valamint bemutatták a film előzetesét japán, angol, francia, német, spanyol, olasz, kínai, koreai és thai felirattal.

## Megjelenések
A film 2017. február 18-án debütált Japánban, Délkelet-Ázsiában és Németországban. Az ázsiai premiert az Aniplex és az Odex rendezte. Március elsején egy premieresemény során mutatták be a filmet az Egyesült Államokban, majd az Eleven Arts forgalmazásában március 9-étől kezdték játszani az amerikai mozik. A film ausztráliai premierje a 2017. március 4–5-e között megrendezésre került Madman Anime Festivalon volt, valamint a Madman Entertainment forgalmazásában a film 2017. március 9-én került bemutatásra Ausztráliában és Új-Zélandon. Az Egyesült Királyságban és Írországban 2017. április 19-én az Anime Limited forgalmazásában került bemutatásra a film. Kanadában a filmet 2017. március 17-19. között játszották a mozik. Az angol szinkron premierje a március 31-e és április 2-a között megtartott 2017-es Anime Boston rendezvényen volt, majd április 22-étől kezdték játszani világszerte. A film franciaországi premierje május 17-én volt.
A Blu-ray és DVD kiadás 2017. szeptember 27-étől kapható Japánban, valamint 2017. december 19-étől Észak-Amerikában. 2017. december 10-éig a film DVD/Blu-ray kiadásából 147 966 darabot adtak el Japánban, amivel a film 2017 hetedik legkelendőbb animációs címe lett.

## Filmzene
A film Catch the Moment című betétdalát LiSA japán énekesnő adja elő, aki az animesorozat első és második évadának nyitózenéjét is énekelte. A film zenéjét Kadzsiura Juki jegyzi, aki az animesorozat zenéjét is szerezte. A soundtrack 55 számából ötöt Juna japán szinkronhangja, Kanda Szajaka énekel. Az Aniplex 2017. március 6-án kezdte árusítani az albumot Japánon kívül a film hivatalos weboldalán. Az albumból 2017. december 10-éig 36 396 darabot adtak el.
Az összes szám szerzője Kadzsiura Juki. 
| Sword Art Online Movie: Ordinal Scale Original Soundtrack dallista | Sword Art Online Movie: Ordinal Scale Original Soundtrack dallista | Sword Art Online Movie: Ordinal Scale Original Soundtrack dallista | Sword Art Online Movie: Ordinal Scale Original Soundtrack dallista | Sword Art Online Movie: Ordinal Scale Original Soundtrack dallista | Sword Art Online Movie: Ordinal Scale Original Soundtrack dallista | Sword Art Online Movie: Ordinal Scale Original Soundtrack dallista | Sword Art Online Movie: Ordinal Scale Original Soundtrack dallista | Sword Art Online Movie: Ordinal Scale Original Soundtrack dallista | Sword Art Online Movie: Ordinal Scale Original Soundtrack dallista |
| #                                                                  | Cím                                                                | Közreműködő eladó(k)                                               | Hossz                                                              |                                                                    |                                                                    |                                                                    |                                                                    |                                                                    |                                                                    |
| ------------------------------------------------------------------ | ------------------------------------------------------------------ | ------------------------------------------------------------------ | ------------------------------------------------------------------ | ------------------------------------------------------------------ | ------------------------------------------------------------------ | ------------------------------------------------------------------ | ------------------------------------------------------------------ | ------------------------------------------------------------------ | ------------------------------------------------------------------ |
| 1.                                                                 | in the digital world                                               |                                                                    | 0:33                                                               |                                                                    |                                                                    |                                                                    |                                                                    |                                                                    |                                                                    |
| 2.                                                                 | a promise                                                          |                                                                    | 0:30                                                               |                                                                    |                                                                    |                                                                    |                                                                    |                                                                    |                                                                    |
| 3.                                                                 | story of the past                                                  |                                                                    | 2:10                                                               |                                                                    |                                                                    |                                                                    |                                                                    |                                                                    |                                                                    |
| 4.                                                                 | Augma                                                              |                                                                    | 0:50                                                               |                                                                    |                                                                    |                                                                    |                                                                    |                                                                    |                                                                    |
| 5.                                                                 | back ground music No.1                                             |                                                                    | 1:22                                                               |                                                                    |                                                                    |                                                                    |                                                                    |                                                                    |                                                                    |
| 6.                                                                 | welcome to Ordinal Scale                                           | Remi                                                               | 0:58                                                               |                                                                    |                                                                    |                                                                    |                                                                    |                                                                    |                                                                    |
| 7.                                                                 | logging in #1                                                      |                                                                    | 0:44                                                               |                                                                    |                                                                    |                                                                    |                                                                    |                                                                    |                                                                    |
| 8.                                                                 | beginning of the fight                                             |                                                                    | 0:25                                                               |                                                                    |                                                                    |                                                                    |                                                                    |                                                                    |                                                                    |
| 9.                                                                 | fight in the OS                                                    |                                                                    | 1:19                                                               |                                                                    |                                                                    |                                                                    |                                                                    |                                                                    |                                                                    |
| 10.                                                                | you won!                                                           |                                                                    | 0:56                                                               |                                                                    |                                                                    |                                                                    |                                                                    |                                                                    |                                                                    |
| 11.                                                                | mystery of OS #1                                                   |                                                                    | 0:35                                                               |                                                                    |                                                                    |                                                                    |                                                                    |                                                                    |                                                                    |
| 12.                                                                | night time                                                         |                                                                    | 0:52                                                               |                                                                    |                                                                    |                                                                    |                                                                    |                                                                    |                                                                    |
| 13.                                                                | logging in #2                                                      |                                                                    | 0:26                                                               |                                                                    |                                                                    |                                                                    |                                                                    |                                                                    |                                                                    |
| 14.                                                                | she has a luminous sword                                           |                                                                    | 0:59                                                               |                                                                    |                                                                    |                                                                    |                                                                    |                                                                    |                                                                    |
| 15.                                                                | Yuna #1                                                            |                                                                    | 0:32                                                               |                                                                    |                                                                    |                                                                    |                                                                    |                                                                    |                                                                    |
| 16.                                                                | mystery of OS #2                                                   |                                                                    | 0:40                                                               |                                                                    |                                                                    |                                                                    |                                                                    |                                                                    |                                                                    |
| 17.                                                                | starting to solve the mystery                                      |                                                                    | 0:58                                                               |                                                                    |                                                                    |                                                                    |                                                                    |                                                                    |                                                                    |
| 18.                                                                | Yuna #2                                                            |                                                                    | 0:40                                                               |                                                                    |                                                                    |                                                                    |                                                                    |                                                                    |                                                                    |
| 19.                                                                | logging in #3                                                      |                                                                    | 0:22                                                               |                                                                    |                                                                    |                                                                    |                                                                    |                                                                    |                                                                    |
| 20.                                                                | her dream                                                          |                                                                    | 1:32                                                               |                                                                    |                                                                    |                                                                    |                                                                    |                                                                    |                                                                    |
| 21.                                                                | loss of memory                                                     |                                                                    | 0:48                                                               |                                                                    |                                                                    |                                                                    |                                                                    |                                                                    |                                                                    |
| 22.                                                                | to find her memory                                                 |                                                                    | 1:53                                                               |                                                                    |                                                                    |                                                                    |                                                                    |                                                                    |                                                                    |
| 23.                                                                | to find her memory #2                                              |                                                                    | 0:28                                                               |                                                                    |                                                                    |                                                                    |                                                                    |                                                                    |                                                                    |
| 24.                                                                | his anger                                                          |                                                                    | 0:26                                                               |                                                                    |                                                                    |                                                                    |                                                                    |                                                                    |                                                                    |
| 25.                                                                | I have to regain her memory                                        |                                                                    | 0:25                                                               |                                                                    |                                                                    |                                                                    |                                                                    |                                                                    |                                                                    |
| 26.                                                                | logging in #4                                                      |                                                                    | 0:18                                                               |                                                                    |                                                                    |                                                                    |                                                                    |                                                                    |                                                                    |
| 27.                                                                | another field to overcome                                          |                                                                    | 2:16                                                               |                                                                    |                                                                    |                                                                    |                                                                    |                                                                    |                                                                    |
| 28.                                                                | Yuna #3                                                            |                                                                    | 0:19                                                               |                                                                    |                                                                    |                                                                    |                                                                    |                                                                    |                                                                    |
| 29.                                                                | Yuna #4                                                            |                                                                    | 0:15                                                               |                                                                    |                                                                    |                                                                    |                                                                    |                                                                    |                                                                    |
| 30.                                                                | mystery of OS #3                                                   |                                                                    | 0:45                                                               |                                                                    |                                                                    |                                                                    |                                                                    |                                                                    |                                                                    |
| 31.                                                                | he has something to hide                                           |                                                                    | 1:23                                                               |                                                                    |                                                                    |                                                                    |                                                                    |                                                                    |                                                                    |
| 32.                                                                | the lost daughter                                                  |                                                                    | 1:39                                                               |                                                                    |                                                                    |                                                                    |                                                                    |                                                                    |                                                                    |
| 33.                                                                | in her room                                                        |                                                                    | 2:22                                                               |                                                                    |                                                                    |                                                                    |                                                                    |                                                                    |                                                                    |
| 34.                                                                | I will be close to you                                             |                                                                    | 1:15                                                               |                                                                    |                                                                    |                                                                    |                                                                    |                                                                    |                                                                    |
| 35.                                                                | I will fight to regain her memory                                  |                                                                    | 1:06                                                               |                                                                    |                                                                    |                                                                    |                                                                    |                                                                    |                                                                    |
| 36.                                                                | who are you?                                                       |                                                                    | 1:14                                                               |                                                                    |                                                                    |                                                                    |                                                                    |                                                                    |                                                                    |
| 37.                                                                | it's just only a game                                              |                                                                    | 1:50                                                               |                                                                    |                                                                    |                                                                    |                                                                    |                                                                    |                                                                    |
| 38.                                                                | he knows something                                                 |                                                                    | 0:30                                                               |                                                                    |                                                                    |                                                                    |                                                                    |                                                                    |                                                                    |
| 39.                                                                | a short break                                                      |                                                                    | 0:30                                                               |                                                                    |                                                                    |                                                                    |                                                                    |                                                                    |                                                                    |
| 40.                                                                | facing each other                                                  |                                                                    | 1:10                                                               |                                                                    |                                                                    |                                                                    |                                                                    |                                                                    |                                                                    |
| 41.                                                                | something wrong is happening                                       |                                                                    | 2:36                                                               |                                                                    |                                                                    |                                                                    |                                                                    |                                                                    |                                                                    |
| 42.                                                                | father and daughter                                                |                                                                    | 1:23                                                               |                                                                    |                                                                    |                                                                    |                                                                    |                                                                    |                                                                    |
| 43.                                                                | can we save them?                                                  |                                                                    | 2:02                                                               |                                                                    |                                                                    |                                                                    |                                                                    |                                                                    |                                                                    |
| 44.                                                                | we are always together                                             |                                                                    | 0:33                                                               |                                                                    |                                                                    |                                                                    |                                                                    |                                                                    |                                                                    |
| 45.                                                                | the place we should have reached                                   | Remi                                                               | 1:36                                                               |                                                                    |                                                                    |                                                                    |                                                                    |                                                                    |                                                                    |
| 46.                                                                | for your bravery                                                   |                                                                    | 1:16                                                               |                                                                    |                                                                    |                                                                    |                                                                    |                                                                    |                                                                    |
| 47.                                                                | I will fight with you!                                             |                                                                    | 0:57                                                               |                                                                    |                                                                    |                                                                    |                                                                    |                                                                    |                                                                    |
| 48.                                                                | let's join swords                                                  |                                                                    | 2:47                                                               |                                                                    |                                                                    |                                                                    |                                                                    |                                                                    |                                                                    |
| 49.                                                                | he is here                                                         |                                                                    | 0:25                                                               |                                                                    |                                                                    |                                                                    |                                                                    |                                                                    |                                                                    |
| 50.                                                                | shooting stars                                                     |                                                                    | 2:10                                                               |                                                                    |                                                                    |                                                                    |                                                                    |                                                                    |                                                                    |
| 51.                                                                | Ubiquitous dB                                                      | Kanda Szajaka                                                      | 4:48                                                               |                                                                    |                                                                    |                                                                    |                                                                    |                                                                    |                                                                    |
| 52.                                                                | longing                                                            | Kanda Szajaka                                                      | 3:47                                                               |                                                                    |                                                                    |                                                                    |                                                                    |                                                                    |                                                                    |
| 53.                                                                | delete                                                             | Kanda Szajaka                                                      | 4:58                                                               |                                                                    |                                                                    |                                                                    |                                                                    |                                                                    |                                                                    |
| 54.                                                                | Break Breat Bark!                                                  | Kanda Szajaka                                                      | 4:08                                                               |                                                                    |                                                                    |                                                                    |                                                                    |                                                                    |                                                                    |
| 55.                                                                | smile for you                                                      | Kanda Szajaka                                                      | 3:17                                                               |                                                                    |                                                                    |                                                                    |                                                                    |                                                                    |                                                                    |
| 1:16:25                                                            |                                                                    |                                                                    |                                                                    |                                                                    |                                                                    |                                                                    |                                                                    |                                                                    |                                                                    |

## Fogadtatás

### Bevétel
A nyitóhétvégén (2017. február 18–19.) 151 japán moziban 308 376 néző látta a filmet. 425 762 760 jenes bevételével a film a Mi a neved? óta az első animefilm, ami nyitóhétvégéjén a legtöbb bevételt termelte a japán mozikban. A második hétvégén a film a második helyre csúszott vissza az akkor debütáló Kaliforniai álom mögé. Ekkor a film összbevétele elérte az egymilliárd jent. A harmadik hétvégén 425 millió jennel a harmadik helyen zárt a japán mozikban. Március 6-ára 1 012 331 eladott jeggyel a film összbevétele elérte az 1 370 738 380 jent, március 13-án pedig az 1,7 milliárd jent. Észak-Amerikában az első hétvégén 1,35 millió dollár bevétellel zárt a film. Március 20-ára 1 439 149 eladott jeggyel a film bevétele elérte a kétmillió jent és az ötödik hétvégén a tizedik helyen zárt Japánban. Május 26-áig 2 750 000 jegyet adtak el, a film összbevétel pedig meghaladta a 3,35 milliárd jent.
2017. október 1-ére a film összbevétele elérte a 4,3 milliárd jent. Kínában 43 millió jüan bevételt hozott.

### Kritikai visszhang
Alex Osborn az IGN-től 10-ből 7,5 pontot adott, mondván „vizuálisan nem kiemelkedő, de az Ordinal Scale egy tisztességes, eredeti történetet szolgál fel, amely enyhíteni fogja mindazok éhségét, akik még több SAO-ra vágynak, miközben egy esetleges harmadik évadra várnak”. A Cine Premier munkatársa, Julio Vélez 5-ből 4 csillagra értékelte a filmet. Szerinte „a második felvonás akció terén hiányt szenved, ugyanis jobban fókuszál az antagonisták motivációinak bemutatására, de mindezekért kárpótol a hosszú és izgalmas tetőpontban”. Isaac Akers a Crunchyroll anime-streaming weboldalon megjelent értékelésében úgy fogalmaz, hogy „a SAO az SAO, sosem szánták mesterműnek, azonban nagyon jól megragadja a zsáner bájainak többségét, míg ezzel egyszerre elkerüli annak bosszantó hibáit”. Theron Martintól, az Anime News Network szerzőjétől a film egésze B+-os értékelést kapott. Pozitívumként a nagyszerű főellenség-harcokat, a rengeteg cameoszerepet és a szereplők közti interakciókat, míg negatívumként azt emelte ki, hogy a cselekmény nem annyira friss, mint lehetne. Solti Andrea (Leea), a Mondo magazin munkatársa méltatta a jól koreografált és szépen kivitelezett harcjeleneteket, rámutatva az immáron inkább akcióközpontú történet előnyeire és hátrányaira, valamint kiemelte a háttérzenéket.

## Díjak
| Év      | Díj                  | Kategória              | Jelölt                                    | Eredmény |
| ------- | -------------------- | ---------------------- | ----------------------------------------- | -------- |
| 2017    | Newtype Anime Awards | Legjobb animefilm      | Sword Art Online The Movie: Ordinal Scale | Elnyerte |
| 2017    | Newtype Anime Awards | Legjobb férfi karakter | Kirito                                    | Elnyerte |
| 2017    | Newtype Anime Awards | Legjobb női karakter   | Asuna                                     | Elnyerte |
| 2017    | Newtype Anime Awards | Legjobb filmzene       | Sword Art Online The Movie: Ordinal Scale | Elnyerte |
| Forrás: |                      |                        |                                           |          |

## Fordítás
- Ez a szócikk részben vagy egészben  a   Sword Art Online The Movie: Ordinal Scale című angol Wikipédia-szócikk ezen változatának fordításán alapul.  Az eredeti cikk szerkesztőit annak laptörténete sorolja fel. Ez a jelzés csupán a megfogalmazás eredetét és a szerzői jogokat jelzi, nem szolgál a cikkben szereplő információk forrásmegjelöléseként.